# Władysław Ważniewski
Władysław Ważniewski (ur. 28 lutego 1930, zm. 11 kwietnia 2021) – polski historyk ruchu robotniczego i dziejów najnowszych.

## Życiorys
Doktorat (Zbrojny ruch oporu na terenie miechowsko-pińczowskim w latach 1939-1945) obronił 25 czerwca 1966 na UW pod kierunkiem Stanisława Herbsta. Pracował w Zakładzie Historii Partii przy KC PZPR i w Akademii Nauk Społecznych. Pełnił funkcję prorektora ds. nauki Wyższej Szkoły Biznesu i Administracji w Łukowie. Autor haseł w Polskim Słowniku Biograficznym i Słowniku biograficznym działaczy polskiego ruchu robotniczego. W 1970 wszedł w skład Komitetu Redakcyjnego i był redaktorem naukowym Encyklopedii II Wojny Światowej, wydanej nakładem Wydawnictwa MON w 1975 roku. Był także członkiem Komitetu Redakcyjnego redagowanego przez 10 lat polskiego wydania 12-tomowej radzieckiej "Historii II wojny światowej 1939-1945".
Był kierownikiem Katedry Historii Ustroju Polski na Tle Powszechnym Wydziału Zamiejscowego Nauk Prawnych i Ekonomicznych Katolickiego Uniwersytetu Lubelskiego w Tomaszowie Lubelskim.
Został pochowany na cmentarzu komunalnym w Łukawicy.

## Publikacje
- (współautorzy: Maria Cygańska, Andrzej Kastory), Polityka i zbrodnie hitlerowskie na Śląsku. Stan materiałów źródłowych, Wrocław: Związek Bojowników o Wolność i Demokrację 1964.
- Walki partyzanckie nad Nidą 1939-1945. Z dziejów walki podziemnej na ziemi miechowsko-pińczowskiej, Warszawa: Ministerstwo Obrony Narodowej 1969 (wyd. 2 popr. i uzup. – 1975).
- (współautor: Ryszard Halaba), Polska Partia Robotnicza 1942-1948, Warszawa: Wydawnictwo Ministerstwa Obrony Narodowej 1971.
- Bój o republikę pińczowską 1944, Warszawa: Wydawnictwo MON 1972.
- Na przedpolach stolicy 1939-1945, Warszawa: Wydawnictwo MON 1974
- Bolesław Bierut, Warszawa: „Iskry” 1976 (wyd. 2 -1979).
- Zrodzona z walki: wspomnienia peperowców, wybór, wstęp i oprac. Tadeusza Sierockiego, Jana Sobczaka i Władysława Ważniewskiego, Warszawa: „Książka i Wiedza” 1976.
- Bolesław Rumiński we wspomnieniach, red. nauk. Władysław Ważniewski, Warszawa: „Książka i Wiedza” 1978.
- Partyzanci spod znaku Bartosza, Warszawa: „Książka i Wiedza” 1980.
- (współautor: Tadeusz Tarnogrodzki), Walki partyzanckie o Polskę, Warszawa: Krajowa Agencja Wydawnicza 1980.
- Problemy rozwoju Polski Ludowej 1944-1980, Warszawa: WSNS 1982.
- Łomżyńskie w XL [czterdziesto]-leciu PRL [Polskiej Rzeczypospolitej Ludowej, pod red. Henryka Białobrzeskiego, Łomża: KW PZPR – ŁTN im. Wagów 1984.
- Czterdziestolecie Krajowej Rady Narodowej i Armii Ludowej: materiały konferencji naukowej (27-28 XII 1983 r.), red. Kazimierz Sobczak, Władysław Ważniewski, Warszawa: Akademia Nauk Społecznych 1985.
- Zarys historii Polski Ludowej (1944-1983), Warszawa: ANS 1985.
- Społeczno-polityczne problemy Polski Ludowej w latach 1971-1984: (materiały pomocnicze do dyskusji na seminariach), Warszawa: ANS 1988.
- Polityczne i społeczne problemy rozwoju Polski Ludowej 1944-1985. Zarys historii, Warszawa: Wydawnictwo Spółdzielcze 1989.
- Walka polityczna w kierownictwie PPR [Polskiej Partii Robotniczej] i PZPR [Polskiej Zjednoczonej Partii Robotniczej] : 1944-1964, Toruń: Wydawnictwo Adam Marszałek 1991.
- Stosunki między władzą państwową a kościołem katolickim w Polsce powojennej: (1944-1989), pod red. Władysława Ważniewskiego, Siedlce: IH WSRP 1997.
- Spór o ocenę historii Polski powojennej (1944-1989), pod red. Władysława Ważniewskiego, Siedlce: IH WSRP 1998.
- Władza i polityka w Polsce 1944-1956, Siedlce: IH AP 2001.
- Kultura narodowa i Kościół katolicki w tysiącleciu państwa polskiego, praca zbiorowa pod red. Władysława Ważniewskiego, Siedlce: IHAP 2003.